# Екса-
екса (от старогръцки: ἕξ – шест) е десетична представка от система SI. Като представка от SI е приета на XV Генерална конференция по мерки и теглилки през 1975 г.. Означава се с E и означава умножение с 1018 (1 000 000 000 000 000 000, един квинтилион).
Примери:
12 EB = 12 × 1018 B = 12 000 000 000 000 000 000 B = 12 милиарда GB
1 EeV = 1018 eV = 0,1602 J
1 Es = 1 × 1018 s ≈ 32 млрд. години
1 Em = 1 × 1018 m ≈ 110 св. години